# Sh2-209
Sh2-209 est une petite nébuleuse en émission visible dans la constellation de Persée.
Il est situé dans la partie nord-est de la constellation, à environ 1° au nord-est de l'étoile λ Persei et juste à l'ouest de l'amas ouvert brillant NGC 1528. La période la plus propice à son observation dans le ciel du soir tombe entre les mois de septembre et février et elle est considérablement facilitée pour les observateurs situés dans les régions de l'hémisphère boréal, où elle est circumpolaire jusqu'aux régions tempérées chaudes.
C'est une région H II assez éloignée, située sur le bras du Cygne à une distance d'environ 7 800 pc (∼25 400 al). Elle fait partie d'une région de formation d'étoiles située à la périphérie du Voie lactée, à laquelle sont associées certaines sources de rayonnement infrarouge cataloguées par l'IRAS. Parmi celles-ci, IRAS 04064+5052 se démarque, coïncidant avec un jeune objet stellaire identifié en 1989 et portant les initiales CPM 12, qui est associé à un maser à émission de H2O. La nébuleuse héberge également le jeune amas ouvert [BDS2003] 65, encore profondément immergé dans les gaz.